# Когалинський сільський округ (Кербулацький район)
Когали́нський сільський округ (каз. Қоғалы ауылдық округі, рос. Когалинский сельский округ) — адміністративна одиниця у складі Кербулацького району Жетисуської області Казахстану. Адміністративний центр — село Когали.
Населення — 4418 осіб (2021; 5145 у 2009, 6776 у 1999, 8560 у 1989).
Станом на 1989 рік існували Куглинська сільська рада (села Кругле, Кугали, Тастиозек) та Холмогоровська сільська рада (села Коноваловка, Холмогоровка).

## Склад
До складу округу входять такі населені пункти:
| Населений пункт   | Населення, осіб (1989) | Населення, осіб (1999) | Населення, осіб (2009) | Населення, осіб (2021) |
| ----------------- | ---------------------- | ---------------------- | ---------------------- | ---------------------- |
| Когали, село      | 5476                   | 4286                   | 3322                   | 2981                   |
| Коноваловка, село | 246                    | 188                    | 141                    | 13                     |
| Куренбел, село    | 458                    | 346                    | 213                    | 48                     |
| Тастиозек, село   | 589                    | 500                    | 454                    | 496                    |
| Шаган, село       | 1791                   | 1456                   | 1015                   | 880                    |